# استخراج اطلاعات
استخراج اطلاعات (انگلیسی: Information extraction) به عملیات استخراج خودکار اطلاعات ساختار یافته، از اسناد و مدارک قابل خواندن بدون ساختار یا نیمه ساختار یافته اطلاق می‌گردد. بخش اعظم فعالیت‌های استخراج اطلاعات مربوط به پردازش متون توسط روش پردازش زبان‌های طبیعی می‌باشد. امروزه فعالیت‌های مربوط به پردازش اسناد چندرسانه‌ای مانند حاشیه‌نویسی خودکار، استخراج متون و مطالب از تصاویر، فایل‌های صوتی و کلیپ‌های ویدیویی، از تکنیک‌های استخراج اطلاعات بشمار می‌آیند. پیشینه استخراج اطلاعات به اواسط دهه ۱۹۸۰ بازمی‌گردد، که یک سیستم معاملاتی جایگزین تحت نام تجاری JASPER برای رویترز ساخته شد. این سیستم با هدف ارائه اخبار مالی در زمان واقعی به معامله گران مالی طراحی شده بود.